# فرج جمعه
فرج جمعه (انگلیسی: Faraj Jumaa؛ زادهٔ ۶ سپتامبر ۱۹۹۳) یک بازیکن فوتبال است.